# التطوع في السعودية
التطوع في السعودية يشمل كل عمل غير مدفوع الأجر يقوم به الفرد في أنشطة مجتمعية عامة أو لصالح جهة حكومية أو خاصة بما يساهم في تحسين أوجه الحياة المختلفة، وإلى جانب مجالات التطوع المعروفة دوليا، هناك مجالات تختص بها السعودية كمجالات التطوع في أعمال الحج وخدمة الحجاج كل عام.
ويعدُّ التطوع في السعودية سابقا للتنظيم الحكومي الذي بدأ بتأسيس وزارة العمل والشؤون الاجتماعية (وزارة الموارد البشرية والتنمية الاجتماعية حاليًا) في العام 1380هـ، وقيامها بتنظيم صناديق البر الخيرية التي كانت موجودة قبل ذلك. تُشير الإحصاءات الرسمية إلى أن نسبة المتطوعين السعوديين (الذكور والإناث) للسكان السعوديين لمن أعمارهم 15 سنة فأكثر قد بلغت خلال العام 2018 16.8%، كما بلغ عدد المتطوعين في المملكة من الفئة العمرية أقل من 18 سنة 65% من إجمالي المتطوعين، و35% أكثر من 18 سنة، ومثّلت النساء نحو 69% من المتطوعات، والرجال 31%، وتهدف رؤية السعودية 2030 للوصول إلى مليون متطوع في القطاع غير الربحي سنويا.

شعار المنصة الوطنية للعمل التطوعي.

تم تدشين منصة العمل التطوعي في المملكة العربية السعودية بتاريخ 08 شعبان 1441 هـ الموافق 01 إبريل 2020 تحت رعاية وزير الموارد البشرية والتنمية الاجتماعية أحمد بن سليمان بن عبد العزيز الراجحي وتهدف المنصة إلى دعم مبادارات رؤية المملكة2030.
يذكر بأن المنصة التطوعية مرتبطة بمركز المعلومات الوطني لتوثيق الأعمال والساعات التطوعية لكل متطوع.

## الأنشطة والبرامج
تتولى الجمعيات والمؤسسات مهمة إقامة البرامج والأنشطة بهدف مساعدة المحتاجين وتأهيلهم وتتيح لهم الفرصة ليكونوا كوادر منتجة في المجتمع، ومن هذه البرامج:
التعليم والتدريب والتأهيل
يهتم هذا المجال بتأهيل مربيات الأطفال، وتعليم الحاسب الآلي، وتقديم دورات لتعلم اللغة الإنجليزية، إضافةً إلى عدد من المهن والحرف اليدوية مثل: التفصيل والخياطة، والفنون التشكيلية.
البرامج الثقافية
تعليم القرآن الكريم، وتهيئة المكتبات العامة، وتنظيم الندوات والمحاضرات، ونشر وطباعة الكتب.
الإسكان الخيري
توفير المساكن الملائمة للمحتاجين.
الرعاية الصحية 

شعار منصة التطوع الصحي.

تشمل توفير العيادات الطبية، وعيادات مكافحة التدخين، ومراكز العلاج الطبيعي، وإجراء العمليات، وتقديم دورات في الإسعافات الأولية، إضافةً إلى التوعية الصحية، وتأمين السكن الملائم للمرضى ومرافقيهم.
يوجد أيضا منصة خاصة للأعمال التطوعية في المجال الصحي تعرف بإسم منصة التطوع الصحي تم تدشنيها عام 2020 وتساهم في تحقيق مستهدفات رؤية المملكة 2030.
المساعدات المتنوعة
يسهم في تقديم المساعدات المالية، ومساعدة المرضى، ودعم الراغبين في الزواج، والمعسرين، والمعاقين.
برامج السجناء
تقديم المحاضرات التثقيفية والتوعوية، ودعم السجون بالبرامج التطويرية التي تساعد السجناء في اكتساب خبرات مختلفة.

## خطة التطوير
لدى السعودية أقل من 1000 مؤسسة وجمعية غير ربحية، وتعمل على تطوير أنظمتها وإعادة صياغة لوائحها لزيادة النطاقات المستفيدة من قطاع التطوير، مع تخصيص دعم حكومي للبرامج التي تخدم الجوانب الاجتماعية في الدولة، وتدريب العاملين، وجذب الراغبين في التطوع بهذه المجالات، إضافةً إلى إيجاد سبل تشجيعية للأوقاف لتوفير مصادر تمويل مستدامة للقطاع، وإتاحة الفرصة أمام المؤسسات والجمعيات لاستقطاب كفاءات تسهم في نقل المعرفة وتطبيق آلية إجرائية إدارية متطورة. وتركز السعودية على تنشيط القطاع غير الربحي في مجالات الإسكان والصحة والتعليم والأبحاث والبرامج والفعاليات.

## الجائزة الوطنية للعمل التطوعي
أطقلت منصة العمل التطوعي التابعة لوزارة الموارد البشرية والتنمية الاجتماعية الجائزة الوطنية للعمل التطوعي والتي تعد أداة فاعلة لتحفيز وإلهام المتطوعين والمتطوعات فــي المملكة العربية السعودية بالقطاعات المجتمعية المختلفة وتهدف الجائزة بشكل رئيسي لإبراز وتكريم الجهود التطوعية المختلفة ونشر وترسيخ الفكر التطوعي لدى أفراد المجتمع والمساهمة في بناء صورة ذهنية إيجابية عن المجتمع السعودي تجاه قيم العطاء والبذل.